# Ma sorcière mal-aimée
Pour plus de détails, voir Fiche technique et Distribution.
Ma sorcière mal-aimée ou Superstition (titre original : A-Haunting We Will Go) est un court métrage d'animation américain de la série Looney Tunes mettant en scène Daffy Duck, Speedy Gonzales et Hazel la sorcière, réalisé par Robert McKimson, Chuck Jones et Abe Levitow, sorti en 1966.

## Fiche technique
- Titre : Ma sorcière mal-aimée
- Titre alternatif : Superstition
- Titre original : A-Haunting We Will Go
- Réalisation : Robert McKimson, Chuck Jones, Abe Levitow
- Scénario : David Detiege
- Montage : Al Wahrman
- Musique : William Lava
- Producteurs : David H. DePatie, Friz Freleng
- Sociétés de production : Warner Bros. Cartoons, DePatie-Freleng Enterprises (DFE)
- Pays d'origine :  États-Unis
- Format : Couleur (Technicolor) — 35 mm — 1,37:1 — Son : Mono
- Genre : Film d'animation, Comédie
- Durée : 6 minutes et 21 secondes
- Dates de sortie :
  -  États-Unis :  16 avril 1966

## Distribution
- Mel Blanc : Daffy Duck et Speedy Gonzales (VF : Patrick Guillemin : Daffy Duck, Michel Mella : Speedy Gonzales)
- June Foray : Hazel la sorcière (VF : Patricia Legrand : Hazel la sorcière)